# Panel de Pon
 (octobre 2019).
Si vous disposez d'ouvrages ou d'articles de référence ou si vous connaissez des sites web de qualité traitant du thème abordé ici, merci de compléter l'article en donnant les références utiles à sa vérifiabilité et en les liant à la section « Notes et références ».
Panel de Pon est un jeu de puzzle développé par Intelligent Systems, et sorti au Japon le 27 octobre 1995 sur Super Famicom. Le jeu est lancé aux États-Unis environ un an plus tard dans une nouvelle version connue sous le nom de Tetris Attack, jouable avec plusieurs personnages du jeu Yoshi's Island. Le concept est repris plus tard avec Pokémon Puzzle League sur Nintendo 64.
Le jeu sorti en compilation avec Dr. Mario sur Game Boy Advance. Une nouvelle version apparaît également au Japon sur GameCube dans Nintendo Puzzle Collection.
Depuis mai 2020, la version originale Panel de Pon sur Super Nintendo est jouable sur le Nintendo Switch Online, pour la toute première fois dans le monde entier. Le jeu n'est toutefois pas traduit, et la version occidentale n'est pas proposée car elle impliquerait l'utilisation de la licence Tetris.

## Les différences avecTetris Attack

### Musique du jeu
La bande originale demeure inchangée entre Panel De Pon et Tetris Attack, au détail près que Tetris Attack y ajoute les morceaux du jeu Super Mario World 2: Yoshi's Island. Le thème original de Panel De Pon ainsi que celui du game over et de Corderia sont évincés de Tetris Attack.
Le thème principal de Tetris Attack est donc un arrangement de celui de Yoshi's Island. De même, le « demo theme » de Tetris Attack s’appelle à l'origine « Lip's theme » et le « Bowser's theme », « Sanatos' theme ». Le morceau de Yoshi et celui du game over de Tetris Attack sont des arrangements de la « Story Music Box » de Yoshi's Island. La bande originale de Panel De Pon est composée par Masaya Kuzume. Les pistes issues de Super Mario World 2: Yoshi's Island sont quant à elles de Yuka Tsujiyoko.

### Personnages
Panel De Pon met en scène différentes Magical Girl pour représenter chaque niveau ; de même, Tetris Attack propose des persos issus de Super Mario World 2: Yoshi's Island. Le tableau ci-dessous présente les modifications de personnages entre les deux versions ainsi que les nouveaux personnages tirés de la version sortie sur GameCube, titrée Nintendo Puzzle Collection. Ces personnages sont les filles des Magical girls du Panel De Pon original et ressemblent à leurs parents. Les nouveaux personnages sont Kain, Lion, KickChop, Joker, Zilba (Ziruba), Mingiri, Hindari, et Mangari. De nouveaux niveaux sont également ajoutés à la nouvelle version de Panel De Pon.
| Tetris Attack      | Panel de Pon       | Nintendo Puzzle Collection: Panel de Pon |
| ------------------ | ------------------ | ---------------------------------------- |
| Yoshi              | Lip                | Furil                                    |
| Lakitu             | Windy              | Sophia                                   |
| Bumpty             | Sharbet            | Think                                    |
| Poochy             | Thiana             | Rinze                                    |
| Flying Wiggler     | Ruby               | Pure                                     |
| Froggy             | Elias              | Cecil                                    |
| Gargantua Blargg   | Flare              | Rayea                                    |
| Lunge Fish         | Neris              | Nathia                                   |
| Raphael the Raven  | Seren              | Sala                                     |
| Hookbill the Koopa | Phoenix            | KickChop                                 |
| Naval Piranha      | Dragon             | Joker                                    |
| Kamek              | Thanatos (Sanatos) | Thanatos (Sanatos)                       |
| Bowser             | Corderia           | Corderia                                 |
|                    |                    | Kain                                     |
|                    |                    | Lion                                     |
|                    |                    | Zilba (Ziruba)                           |
|                    |                    | Mingiri, Hindari, et Mangari             |

## Sources
- (en) Cet article est partiellement ou en totalité issu de l’article de Wikipédia en anglais intitulé « Panel de Pon » (voir la liste des auteurs).